# Pamela Bach
Pamela Bach, född Weissenbach den 16 oktober 1963 i Tulsa, Oklahoma, död 5 mars 2025 i Hollywood Hills, Los Angeles, Kalifornien, var en amerikansk skådespelare.

## Biografi
År 1989 gifte hon sig med skådespelaren och sångaren David Hasselhoff, med vilken hon fick två döttrar: Taylor-Ann, född 1990, och Hayley, född 1992. Paret skilde sig 2006.
Pamela Bach medverkade i filmer som More Than Puppylove och Castlerock. Hon medverkade också i några avsnitt i TV-serien Baywatch tillsammans med dåvarande maken David Hasselhoff. Hon var även med i Celebrity Big Brother 2011.
Den 5 mars 2025 påträffades Pamela Bach död i sin bostad i Hollywood Hills; hon hade begått självmord genom att skjuta sig i huvudet.

## Filmografi (urval)
- 1983 – Rumble Fish
- 1985 – Knight Rider (TV-serie) (1 avsnitt)
- 1985 – T.J. Hooker (TV-serie) (1 avsnitt)
- 1986 – Skål (TV-serie) (1 avsnitt)
- 1986 – Stuntmannen (TV-serie) (1 avsnitt)
- 1989 – Superboy (TV-serie) (1 avsnitt)
- 1991–2000 – Baywatch (TV-serie) (14 avsnitt)
- 1994–1995 – Sirener (TV-serie) (5 avsnitt)
- 1997 – Baywatch Nights (TV-serie) (1 avsnitt)